# Taveiro
Taveiro ist eine Ortschaft und ehemalige Gemeinde (Freguesia) im portugiesischen Kreis Coimbra.

## Geschichte
Die ersten Aufzeichnungen über Taveiro stammen aus dem 10. Jahrhundert unserer Zeitrechnung. Offensichtlich bestand der Ort bereits unter maurische Besatzung, bevor er von seinen Besitzern dem Kloster von Lorvão vererbt wurde. Die entsprechende Urkunde von 980 stellt das erste gesicherte Dokument Taveiros dar. Im Zuge der christlichen Reconquista wurde Taveiro entvölkert und vom Kloster Santa Cruz in Coimbra wieder besiedelt. Später ging Taveiro in den Besitz der Universität Coimbra über. Im Zuge der Verwaltungsreformen im Zusammenhang mit der Liberalen Revolution ab 1820 wurde Taveiro eine eigenständige Verwaltungseinheit.

## Verwaltung
Taveiro ist eine ehemalige Gemeinde (Freguesia) des Kreises (Concelho) von Coimbra, im Distrikt Coimbra. In ihr lebten 1961 Einwohner (Stand 30. Juni 2011).
Folgende Ortschaften liegen im ehemaligen Gemeindegebiet:
- Carregais
- Reveles do Campo
- Taveiro

Am 29. September 2013 wurde die Gemeinde im Zuge der administrativen Neuordnung in Portugal mit den Gemeinden Ameal und Arzila zur neuen Gemeinde União das Freguesias de Taveiro, Ameal e Arzila zusammengeschlossen. Zum Sitz dieser neuen Gemeinde wurde Taveiro bestimmt.
|  |

## Verkehr
Taveiro liegt an der wichtigsten Eisenbahnstrecke des Landes, der Linha do Norte. Hier halten jedoch nur Züge der Regionalbahn (Urbanos) und keine Fernzüge.
Der Ort liegt an der Anschlussstelle Nr. 12 der Autobahn A1 (Abfahrt Coimbra Sul).